# The Flowers of War
The Flowers of War (chineză simplificată: 金陵十三钗; chineză tradițională: 金陵十三釵) este o dramă istorică realizată de Zhang Yimou. Acțiunea filmului se petrece la Nanjing în timpul Al Doilea Război Chino-Japonez și relatează crimele de război comise de japonezi, în special cele împotriva femeilor.

## Vezi și
- Lista celor mai scumpe filme într-o altă limbă decât cea engleză